# 1987年のテレビ (日本)
1987年のテレビ（1987ねんのテレビ）では、1987年（昭和62年）の日本におけるテレビジョン放送全般の動向についてまとめる。

## 番組関係のできごと

### 1月
- 1日 - NHK、毎年元旦恒例の「ウィーンフィル・ニューイヤーコンサート」を衛星生放送。この年から、従来の教育テレビ(モノラル音声)に加え、衛星第2テレビとFMでも同時生放送される様になる(FMはこの年からPCMデジタル音声回線によるステレオ)。この年は、クラシック界の帝王と言われているヘルベルト・フォン・カラヤンが、同コンサートで初めて指揮をした。[注 1][1][2]
- 2日〜3日 - 箱根駅伝のこの年の第63回大会から制作局が昨年までのテレビ東京から日本テレビに移行。冠スポンサーにサッポロビールを迎え「サッポロビール新春スポーツスペシャル」として全国ネットでの生中継を開始[3]。ただし当初は機材不足などの関係で往路の3区・4区、復路の7区・8区は中断して別番組を放送していた[4]。
- 3日
  - TBS系で、正月特番『第16回新春オールスター大運動会』を放送。今まで行ってきたレコード会社対抗を止め、紅白対抗にリニューアルした（紅組キャプテン - 田原俊彦、白組キャプテン - 近藤真彦）。だがこの回の放送を以て、1972年以来続いた番組は終了。
  - 日本テレビ系で、正月特番『'87おめでとう! 番組対抗スターお年玉大会』を放送。しかしこの回を以て1979年以来9年続いた『番組対抗かくし芸大会』は幕を降ろし、正月恒例の芸能人参加かくし芸特番はフジテレビ系『新春スターかくし芸大会』のみとなった（ちなみにこの年は1月1日に放送） [注 2]。
- 4日
  - NHK大河ドラマ第25作『独眼竜政宗』（ジェームス三木脚本・渡辺謙主演）放送開始（ - 12月13日）。大河ドラマ史上最高となる平均視聴率39.7%（関東地区、ビデオリサーチ調べ）を記録[5]。
  - 日本テレビ系で、資生堂一社提供のトーク番組『オシャレ30・30』を放送開始。司会は古舘伊知郎（フリーアナウンサー、元テレビ朝日アナウンサー）と阿川泰子（ジャズシンガー）。2025年現在も続く日曜22時枠・資生堂一社提供の「おしゃれシリーズ」[注 3]がスタートする（ - 1994年6月）。
- 4日〜25日 - 朝日放送制作・テレビ朝日系のクイズ番組『パネルクイズ アタック25』が放送600回を記念して、1か月間にわたり記念大会「花の女性大会」を開催[6]。
- 23日 - フジテレビ系『森田一義アワー 笑っていいとも!』で、金曜日の定番コーナーの1つ、タモリと明石家さんまのフリートークによる「タモリ・さんまの日本一のサイテー男」の中で、ある視聴者のハガキから、タモリが熱狂的なファンである女優、吉永小百合のシングル「天満橋から」（1965年9月15日発売[注 4]）のB面曲「奈良の春日野」が放送。放送後、タモリは吃驚仰天し落胆したかのような反応をみせた反面、さんまが逆にタモリに食いついて、自ら「振り」を付けて面白がってみせたり、更に視聴者からの反応も非常に大きかったため、この件が翌週以降からも暫く続いた。更にこの「振り」は、同じフジテレビ系の『オレたちひょうきん族』のコーナー「THE TAKECHANMAN」の中でもある期間毎週流用された[7]。これが契機で、同シングル盤は吉永の許諾を得た上でAB面を逆にして同年3月3日に再発売され[注 5]、再発売としては10万枚を超える売り上げを記録した[8]。（「奈良の春日野#ヒット現象」も参照）
- 26日 - TBS系『ナショナル劇場』の人気時代劇シリーズ第7作となる『江戸を斬るVII』がスタート。本部より遠山金四郎役が里見浩太朗となり新メンバー、新設定の形スタート。

### 2月
- 10日 - 3日に薨去した高松宮宣仁親王の斂葬の儀に関する特別番組をNHK・民放各局で編成。民放の特別番組内ではCMを自粛する対応をした[9]。
- 20日 - 日本テレビ系の刑事ドラマ『太陽にほえろ! Part2』がこの日で最終回。1972年7月21日から放送された『太陽にほえろ!』から14年6ヶ月・シリーズ通算730回の歴史に幕を降ろす。

### 3月
- 22日 -  テレビ朝日系のクイズ番組『象印クイズ ヒントでピント』男性軍4枠の羽賀研二と女性軍3枠の山口果林がそれぞれ降板。山口は足掛け5年5か月、羽賀は足掛け1年半にわたって出演した。なお、翌週29日より新レギュラーとして男性軍4枠に山下規介、女性軍3枠にエッセイストの三好礼子（3枠）をそれぞれ起用[10]。
- 23日
  - フジテレビ系の『笑っていいとも!』ではレギュラー人事異動により、月曜レギュラーのせんだみつおが23日、火曜レギュラーの森末慎二が24日、木曜リーダーの篠原勝之が26日にそれぞれ降板。
  - フジテレビ系の長寿人気バラエティ『欽ドン!』シリーズ、2月16日から放送中だった『欽ドン!スペシャル』がこの日最終回。これで、1975年（昭和50年）の開始以来幾度の中断を挿みながら12年にわたって続いた『欽ドン!』シリーズは完全終幕となった。
- 24日 - テレビ朝日系『スポーツ大将』が、前年末の不祥事の影響により、この日の放送を以て一旦終了。事件後は司会のビートたけしの不在により、冠なしの『スポーツ大将』として放送していた。なお、休止期間中は12月31日夜に年末特番『恒例大晦日スペシャル!!元祖マラソン野球生中継』を放送し、翌1988年2月10日より放送再開する。
- 25日 - テレビ朝日系の春秋改編期特番『オールスター番組対抗ボウリング大会』が、この日の放送を以て、7年半・11回の幕を降ろす。
- 26日
  - テレビ朝日系の刑事ドラマ『特捜最前線』（東映制作）が、1977年4月6日[注 6]の放映開始以来、全509話、10年の歴史に幕。
  - 毎日放送、『第59回選抜高等学校野球大会』のこの日の開会式からのテレビ中継にて、国内テレビ初のサラウンド・ステレオ放送を実施[11]。
- 29日 - 関西テレビ制作・フジテレビ系のトークバラエティ『三枝の爆笑美女対談』が、1980年3月20日の開始以来、7年の歴史に幕。
- 30日
  - 日本テレビ系の朝のワイドショー『ルックルックこんにちは』が他局に合わせアシスタントをもうけ初代アシスタントに同局の斉木かおりアナウンサーが登板。
  - 一方、フジテレビ系の『おはよう!ナイスデイ』も、司会陣が向坂樹興、吉崎典子両アナウンサーとなりリニューアルスタート。
- 31日
  - フジテレビ系『笑っていいとも!』の新レギュラーとして、火曜日レギュラーとして吉沢秋絵がこの日から、木曜日の新リーダーとして笑福亭鶴瓶が4月2日から[注 7]それぞれ加入。
  - 4月1日の国鉄分割民営化に際し、NHK・民放各局ではこの日から民営化が実施される4月1日の未明にかけて関連する番組を放送した。NHK『国鉄新会社スタート』（23:00 - 4月1日0:15）[12][13]、日本テレビ系『今夜発 未来ゆき夢トレイン さよなら大放送 おもしろ国鉄スペシャル』（21:00 - 4月1日1:00、『NNNきょうの出来事』を挟んで2部構成）[14][15][13]、TBS系『列島全中継・国鉄最後の夜』（22:00 - 4月1日0:30）[16][13]。フジテレビ系『報道特番・消える国鉄』（17:00 - 18:00）、『報道特番・今旅立ちJR』（4月1日0:10 - 0:40）[13]。テレビ朝日系は『トゥナイト』の中で国鉄最後の模様を放送するとともに[注 8]、前日の『ニュースステーションスペシャル 多元中継・検証鉄道…いい日旅立ちですか』を放送した[13][18]。
- 月内（時期不明） - TBS系『新伍のお待ちどおさま』にゲスト出演していた夫婦漫才師の春日照代（春日三球・照代）が生放送中に突然意識を失って倒れるというハプニングが起こった。その後、照代はクモ膜下出血のため意識が戻らぬまま4月1日に死去した。

### 4月
- 1日 - フジテレビは報道番組を大改正。『FNNモーニングコール』はメイン司会に山川千秋キャスターを起用。また23時台に『FNNニュース工場』をスタート。司会は露木茂と三竹映子両アナウンサー（いずれも当時）。露木が抜けた『FNNニュースレポート11:30』は須田哲夫アナウンサーを起用。
- 3日
  - 日本テレビ系で資生堂一社提供による「おしゃれシリーズ」の源流になった番組『おしゃれ』が終了。13年の歴史に幕。久米はこれ以降『ニュースステーション』（テレビ朝日）に仕事をほぼ一本化する。
  - テレビ朝日系『ミュージックステーション』のメイン司会が関口宏からタモリに交代（2021年も続投）[19]。
  - TBS系でこの日、ドラマ『男女7人夏物語』のスペシャル番組として、『男女7人夏物語評判編 生放送だよ!さんちゃん・しーちゃんのなんでもトーク』を生放送（21:00 - 22:48）。同作主演の明石家さんまと大竹しのぶが進行役を務め、ドラマのNG集、名珍場面、舞台裏などを紹介した[20]。平均視聴率は31.1%（関東地区、ビデオリサーチ調べ）を記録。
- 6日
  - NHK、昭和62年度編成を開始。
    - 黒柳徹子の母・朝の半生を描いた、連続テレビ小説第38作『チョッちゃん』（主演：古村比呂）放送開始（ - 10月3日、全156回）。
    - 当時総合テレビと教育テレビの『おかあさんといっしょ』のうたのおねえさんが森みゆきから神崎ゆう子へ4年ぶりに、さらにたいそうのおにいさんが瀬戸口清文から天野勝弘へ13年ぶりに交代。

  - フジテレビ系月曜21時枠にドラマ枠（通称：月9）が6年半ぶりに再開。再開後の月9最初の作品は業界ドラマシリーズの1作目『アナウンサーぷっつん物語』（岸本加世子主演、5月11日まで全6回）（ドラマ枠は再開以降一度も中断することなく2025年現在も継続）。
  - 日本テレビ系『歌のトップテン』の司会が、前年の放送開始から1年間務めた徳光和夫・石野真子から、和田アキ子・島田紳助のコンビに交代（和田・紳助ともに1990年3月の最終回まで担当）。
  - テレビ朝日系平日正午枠で昼のワイドショー『新・アフタヌーンショー』放送開始。司会は旧『アフタヌーンショー』末期と同様川崎敬三。しかし、半年で打ち切りとなった。
  - 朝日放送・テレビ朝日系でこの日から料理番組『金子信雄の楽しい夕食』が放送開始。司会は俳優で料理研究家の金子信雄、初代アシスタントは女優の東ちづる（ - 1995年3月）。
  - 毎日放送でこの日から、ダウンタウンの司会による関西ローカルのバラエティ番組『4時ですよーだ』が放送開始（ - 1989年9月29日）。この番組をきっかけにダウンタウンは関西で一気にアイドル的な人気を得る事となり、東京進出への大きな転機となる。
- 14日 - よみうりテレビでこの日から、笑福亭鶴瓶と上岡龍太郎の司会によるトークバラエティ番組『鶴瓶上岡パペポTV』が関西ローカル番組として放送開始（ - 1998年3月31日）。1998年7月からは『LIVE PAPEPO 鶴+龍』にリニューアルし、2000年3月まで13年間にわたって続く番組となった。
- 22日 - テレビ朝日系で前述の刑事ドラマ『特捜最前線』の後継枠として『テレビ朝日水曜21時枠刑事ドラマ』の最初の作品『大都会25時』が放送開始（ドラマ枠は2025年現在も継続）。
- 25日（24日深夜） - テレビ朝日系でこの日から、政治問題を中心とした討論番組『朝まで生テレビ!』が放送開始[21]。以後、毎月最終土曜日未明（金曜日深夜）にレギュラー放送される形となる（2024年9月まで）。またこの年の12月31日深夜（日付は既に「1988年1月1日」に）には、1:00から6:00までの大型正月スペシャルも開始、以後2023年まで毎年1月1日（2000年のみ1月2日）に正月スペシャルが放送される。

### 5月
- 4日 - フジテレビ系月9ドラマ『アナウンサーぷっつん物語』第5話で全編生放送を実施。

### 6月
- 1日 - テレビ朝日系列でこの日から、紀行番組『世界の車窓から』（富士通一社提供）が放送開始。放送日は毎日→週5回と変遷しその後2025年現在は週2回となり、10000回以上を超え継続。
- 2日 - この日、歌手の郷ひろみと、女優の二谷友里恵の結婚披露宴が行われ、フジテレビ系で独占生中継。視聴率47.6%（関東地区、ビデオリサーチ調べ）を記録。
- 28日 - 日本テレビ、この日午後2時55分から5分間放送の『NNNニューススポット』のオープニングのBGMが、本来は『NNNニュースのテーマ』（黛敏郎作曲 1973年制作）なのに、誤って同局制作の『笑点』のテーマ曲が流れるハプニングが発生。ニュースの最後で担当アナウンサーによる謝罪があった。ちなみにこの日の『笑点』は特別編成の都合上、このニュースの後の午後3時から放送されることになっていた。その時の模様のビデオはその後、『NTVハプニング大賞』内で何回か取り上げられた。[22]

### 7月
- 4日 - NHKが衛星放送の24時間放送を開始。衛星第1テレビジョンは独自の番組編成を行い、衛星第2テレビジョンは地上波の総合テレビと教育テレビの番組を混合する編成となった[23]。
- 17日 - 俳優で歌手の石原裕次郎が死去（享年52、後述）。この日以後、各局で追悼特番として、裕次郎主演の映画作品などを放送。なお、最後のテレビ出演は1月9日の『ミュージックステーション』（テレビ朝日系）のハワイ中継だった。
- 18日 - 19日 - フジテレビ系列で、第1回FNSの日『FNSスーパースペシャル1億人のテレビ夢列島』（18日21:00 - 19日20:54）を放送。総合司会はタモリと明石家さんまが務めた。以後、FNSの日（『FNS27時間テレビ』）は毎年夏の恒例となる[注 9][注 10]。

### 8月
- 3日 - テレビ朝日系で大型特別番組『カリブソン'87』を8:30 - 翌4日0:30で放送。
- 11日 - フジテレビ系『火曜ワイドスペシャル』で、前年まで放送された水泳バラエティ番組『オールスター紅白水泳大会』を『ジャポーン 女だけの水泳大会』にリニューアル。翌1988年2月16日からは、この年の2月10日まで放送された『オールスター寒中水泳大会』と統合し、夏冬合同企画『ドキッ!丸ごと水着 女だらけの水泳大会』にリニューアルした。
- 24日 - TBS系『ナショナル劇場』で時代劇・『水戸黄門 第17部』がスタート。本部より柘植の飛猿役として野村将希がレギュラー登板。
- 28日 - 9月6日 - 第2回世界陸上競技選手権大会がイタリア・ローマで開催し、日本テレビ系で独占中継放送。これ以降『世界陸上』は1995年イェーテボリ大会まで4大会にわたり同局が独占放送権を取得。
- 31日 - フジテレビ系で1985年4月から続いた『夕やけニャンニャン』がこの日を以て終了、2年半の歴史に幕。番組から誕生したアイドルグループ、おニャン子クラブも9月20日に解散。

### 9月
- 22日 - 昭和天皇が胃腸疾患の外科手術を受けた際、NHKや民放各局の夕方ニュース番組で『天皇の手術』に関する報道特別編成を行った。
- 25日
  - TBS系『モーニングEye』の司会者・森本毅郎が卒業。
  - 朝日放送・テレビ朝日系『必殺剣劇人』がこの日で終了、15年続いた『必殺シリーズ』が一旦幕を降ろす。
- 27日
  - テレビ東京系のアイドル歌謡番組『ヤンヤン歌うスタジオ』が終了、前身番組『歌え!ヤンヤン!』から通算して15年半の歴史に幕。
  - 中部日本放送制作・TBS系で1976年1月から放送されたトーク番組『すばらしき仲間』が放送終了。11年9ヶ月の歴史に幕。10月から人物密着ドキュメンタリーに形態を置き換えた『すばらしき仲間II』としてリニューアル（ - 1992年3月）。
- 26日 - TBS系のクイズ番組『クイズダービー』がセットを一新。1976年7月10日に解答者席及び出場者席の数減らし、1980年4月5日に看板変え、1985年4月6日に名前プレートが解答者席及び出場者席のテーブルの上から端に変更する等あったが、セットの完全一新は今回が初。ゲストは杉浦幸。
- 27日 - TBS系で1986年6月から放送されていた音楽番組『ロッテ 歌のアルバムNOW』がこの日をもって放送終了。これにより1958年5月から放送開始した『ロッテ 歌のアルバム』シリーズが29年5か月の歴史に幕。
- 28日
  - フジテレビ系のスペシャルドラマ枠『月曜ドラマランド』が終了、4年半の歴史に幕。
  - テレビ朝日系の情報・報道番組が第1期改善。まず『さわやかトゥデイ』がスタート。『ヤジウマ新聞』は時間を拡張し『やじうまワイド』とタイトルを変えリニューアル。『ANNニュースライナー』は高井正憲のアシスタントとして山口容子アナウンサーが登板。
  - テレビ朝日系『徹子の部屋』が放送3000回。ゲストは浅丘ルリ子[24]。
- 29日
  - 日本テレビ系で1975年10月から続いた桂小金治司会のご対面バラエティ番組『それは秘密です!!』がこの日を以て終了、12年の歴史に幕。
  - TBS系の情報ドキュメンタリー番組『そこが知りたい』、1982年5月の番組開始から司会を務めた映画評論家の荻昌弘が卒業。

### 10月
- 1日
  - TBS系『ザ・ベストテン』が放送500回を記念し、宮城県仙台市から生中継。当日第1位は光GENJIの「STAR LIGHT」[25]。
  - フジテレビは報道番組をタイトルから「ニュース」を取る形でリニューアル改正。まず『FNNモーニングコール』は『FNNスーパータイム』（休日版）のメインキャスターだった城ヶ崎祐子と山中秀樹両アナウンサーが新アシスタントとして加入。『FNNニュースレポート11:30』は出演者はそのままに『FNNスピーク』に改名（ - 2018年3月30日）。『FNNニュース工場』は『FNN DATE LINE』に改名しアシスタントが三竹映子から山村美智子に交代。『FNNスーパータイム』はキャスターに安藤優子（金・土・日）が登板。（休日版）のメインキャスターを野間脩平が担当。
- 2日
  - 日本テレビ系の昼のワイドショー番組『お昼のワイドショー』が、この日を以って19年弱の幕を降ろす。また同局で午後に放送されていたワイドショー番組『酒井広のうわさのスタジオ』もこの日を以って放送終了、5年の歴史に幕。
  - TBSの夕方のニュース番組『テレポートTBS6』を1976年10月からメインキャスターを務めた山本文郎（当時TBSアナウンサー）が卒業[注 11]。足かけ11年間出演した。
- 3日
  - TBS系土曜夜のワールドクイズ番組『日立 世界・ふしぎ発見!』（日立グループ単独提供）が放送時間を1時間繰り上げ、22時台→21時台に移動（ - 2024年3月30日）。
  - 関西テレビ制作・フジテレビ系でとんねるず司会のバラエティー番組『ねるとん紅鯨団』放送開始（ - 1994年12月）。
- 4日
  - 日本テレビ系で大橋巨泉司会による情報番組を兼ねたトークバラエティ番組『巨泉のこんなモノいらない!?』放送開始（ - 1989年9月）[21]。
  - TBS系で日曜朝の情報ワイド番組『関口宏のサンデーモーニング』放送開始（その後『サンデーモーニング』と改め、2025年現在も継続中）[21]。
  - 毎日放送・TBS系日曜日午前10時台前半枠で、石ノ森章太郎原作の特撮ドラマ『仮面ライダーシリーズ』では6年ぶりとなる『仮面ライダーBLACK』が放送開始（ - 1988年10月9日、全51話）。
- 5日
  - NHK連続テレビ小説第39作『はっさい先生』（主演：若村麻由美）放送開始（ - 1988年4月2日、全156回）。
  - 日本テレビ系で昼のワイドショー『午後は○○おもいッきりテレビ』が開始[21]。当初は12:00 - 15:50[注 12]の大型番組で、司会は山本厚太郎と泰葉だった。
  - TBSは報道番組を大改正。朝6時台前半には若者向けの情報番組『ドーナツ6』を新設。『モーニングEye』は山本文郎（当時）・長峰由紀（いずれもTBSアナウンサー）が担当。山本の抜けた『テレポートTBS6』はニュースコーナー担当の奈良陽（TBSアナウンサー）がメインに昇格し、ニュースコーナーを柴田秀一（同）が担当。『JNNニュースコープ』は3年ぶりに30分番組に短縮。そして大目玉として平日22:00に、テレビ朝日系『ニュースステーション』に対抗した報道番組『JNNニュース22プライムタイム』を設置[21]。キャスターは森本毅郎を起用[注 13]。アシスタントは前番組に引き続き三雲孝江アナウンサーが担当。
  - TBS系月曜19時台後半枠で野球解説者でタレントの板東英二司会によるスポーツクイズバラエティ『わいわいスポーツ塾』が放送開始（雪印乳業（雪印メグミルクの前身）一社提供。 - 1992年9月21日）。これに伴い、前月まで3年間、月曜19時20分から20時まで40分番組として放送されていた『クイズ100人に聞きました』は1984年9月以来3年振りに19時丁度スタートの30分番組（19:00-19:30）に復帰。
  - テレビ朝日系の情報・報道番組が第2期改善。まず朝のワイドショー『モーニングショー』は武見敬三、飯星景子、藤井暁らが登板。正午枠では、歌手の布施明が司会を務める情報番組『布施明のグッDAY』が放送開始（ - 1988年3月）。夕方18時台に子供向けバラエティ番組『パオパオチャンネル』が放送開始（ - 1989年9月）。
  - TBS系で橋田壽賀子の脚本による大河ホームドラマ『おんなは一生懸命』（出演・泉ピン子他）がこの日から放送開始（ - 1988年3月28日。全25回）[注 14]。
- 8日 - テレビ東京系で寺沢大介原作のグルメテレビアニメ『ミスター味っ子』放送開始。1989年9月28日まで2年・99回（+スペシャル1回）放送される。
- 14日 - この日、渡辺徹（俳優）と榊原郁恵（歌手・タレント）の結婚披露宴が行われ、日本テレビ系で完全独占生中継と銘打って放送。視聴率40.1%（関東地区、ビデオリサーチ調べ）を記録。
- 19日 - テレビ朝日系の情報・報道番組の改善の目玉として平日19:20 - 20:00に報道番組『ニュースシャトル』を設置[21]。キャスターは首藤信彦、星野知子、朝岡聡。
- 23日 - 朝日放送・テレビ朝日系金曜21時枠で情報ドキュメンタリー番組『素敵にドキュメント』が放送開始[21]。初代案内役はジャーナリストの江森陽弘。以後逸見政孝に交代して1992年9月まで放送された。

### 11月
- 16日 - フジテレビ系月曜20時枠に志村けん、田代まさし他出演のコントバラエティ番組『志村けんのだいじょうぶだぁ』がこの日から放送開始（ - 1993年9月。以後単発特番として継続、志村は2020年に死去するまで出演した[注 15]）。
- 26日 - TBS系の『ナショナル劇場』・時代劇『水戸黄門 第17部』の収録が終了し、1971年（昭和46年）11月29日の放送の第3部より佐々木助三郎を演じた里見浩太朗が卒業した。足かけ17年間457回の出演だった[注 16]。後任は第11部でゲスト出演した元・ジャニーズのメンバー・あおい輝彦に決定。

### 12月
- 24日 - TBS系で『ザ・ベストテン』の年末恒例特番『さよなら1987 ザ・ベストテン豪華版』（19:00 - 21:54）を放送。年間ベストテン第1位は五木ひろしの「追憶」で、五木の年間第1位は1980年、1984年に続き3度目。なお翌週31日には後述の『第29回日本レコード大賞』終了後『NHK紅白歌合戦』の真裏において『ベストテン』10周年を記念した特別番組『ザ・ベストテン電リク祭り』を放送[25]、2週連続で『ベストテン』の年末特番が放送される異例の形となった。
- 30日・31日 - 日本テレビ系で年末時代劇スペシャル第3作となる、西郷隆盛の半生を描いた『田原坂』（主演：里見浩太朗）放送。
- 30日 - フジテレビ系のミニ紀行・グルメ番組『くいしん坊!万才』の6代目くいしん坊を務めた俳優の梅宮辰夫がこの日の放送を最後に卒業。梅宮は1985年1月1日から約3年間で623回出演した[26][27]。
- 31日
  - TBS系で『第29回輝く!日本レコード大賞』放送。大賞は近藤真彦の「愚か者」で、ジャニーズ事務所所属歌手の大賞受賞は近藤が初めてとなる。
  - 『第38回NHK紅白歌合戦』放送。紅組司会は和田アキ子、白組司会は前回に引き続き加山雄三が務めた。平均視聴率は55.2%（関東地区、ビデオリサーチ調べ）で、60%台を割った前年を4.2ポイントも下回った。

## その他テレビに関する話題

### 1 - 3月
- 1月21日 - よみうりテレビ・日本テレビ系アニメ『巨人の星』やTBS系スポ根ドラマ『柔道一直線』などの原作者として知られる漫画原作者の梶原一騎がこの日死去（50歳没）。
- 3月18日 - 宮崎県で震度5を観測した日向灘地震で津波警報が発令したため、NHKのテレビ・ラジオの全てのメディアで緊急警報放送を運用開始以来初めて実施[28]。民放でも四国放送のテレビ・ラジオで同放送を実施[29]。

### 4 - 6月
- 4月1日 - 名古屋放送（NBN、愛称・名古屋テレビ）が社名を「名古屋テレビ放送」に変更[30]。

### 7月

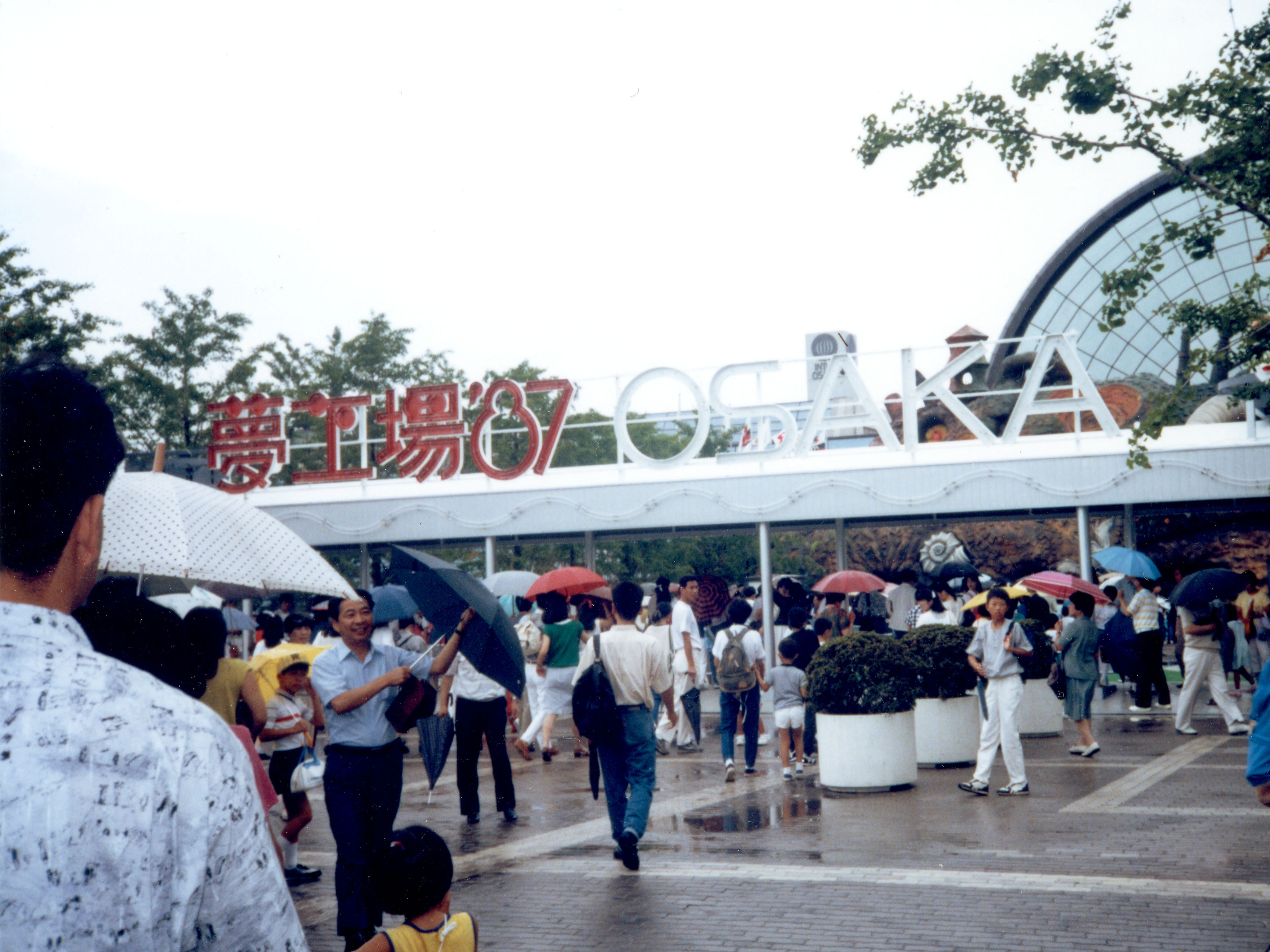
「夢工場’87」開催（7月〜8月。写真は大阪会場）

- 1日 - 東京ニュース通信社がテレビ情報誌「TV Bros.」創刊[31]。
- 16日
  - 戦後に舞台芸人として活動し、よみうりテレビ・日本テレビ系『アベック歌合戦』の司会で人気を博したコメディアンのトニー谷がこの日、肝臓がんのため死去（69歳没）。
  - 山梨県忍野八海で、テレビ朝日系『新・アフタヌーンショー』の取材中に、ダイバー2人が死亡する事故が発生。
- 17日 - 戦後を代表する俳優で、日本テレビ系『太陽にほえろ!』『大都会シリーズ』、テレビ朝日系『西部警察シリーズ』などのテレビドラマや日活製作の映画に出演し、歌手としても活動した石原裕次郎がこの日、肝細胞がんのため死去（52歳没）。
- 18日〜8月30日 - 東京・晴海と大阪・南港で、フジテレビ・関西テレビ・ニッポン放送・ラジオ大阪主催の総合イベント「コミュニケーションカーニバル 夢工場'87」開催[32]。
- 20日 - テレビ朝日系『暴れん坊将軍』の加納五郎左衛門役など数多くのテレビドラマや映画などに出演した俳優の有島一郎がこの日、心不全のため死去（71歳没）。

### 10月
- 1日 - テレビ山口がフジネットワーク（FNS）を脱退。TBS系フルネット局に。
- フジテレビが日本の地上波テレビ局で初の24時間放送を開始[33]。
- 5日 - TBS、24時間放送を開始[33]。

## 周年

### 番組
- 放送開始30周年
  - 『ミユキ野球教室』（日本テレビ）
- 放送開始25周年
  - 『JNNニュースコープ』（TBS）
  - 『キユーピー3分クッキング』（中部日本放送）[注 17]
- 放送開始15周年
  - 『中学生日記』（NHK名古屋放送局 / NHK総合テレビジョン）[注 18]
  - 『金曜ロードショー』（日本テレビ）[注 19]
  - 『金曜ドラマ』（TBS）※第1期廃枠
  - 『必殺シリーズ』（朝日放送）※シリーズ終了
- 放送開始10周年
  - 『アメリカ横断ウルトラクイズ』（日本テレビ）
  - 『ドリフ大爆笑』（フジテレビ）
  - 『土曜ワイド劇場』（テレビ朝日）
  - 『ヤンヤン歌うスタジオ』（テレビ東京）※番組終了
- 放送開始5周年
  - 『スター爆笑Q&A』（よみうりテレビ）
  - 『おはよう!ナイスディ』（フジテレビ）
  - 『笑っていいとも!』（フジテレビ）
    - 『笑っていいとも!増刊号』

  - 『料理バンザイ!』（テレビ朝日）
  - 『こんにちは2時』（テレビ朝日）
  - 『タモリ倶楽部』（テレビ朝日）
  - 『メガロポリス歌謡祭』（テレビ東京）

### 開局・放送開始
- 3月1日 - テレビ大阪開局5周年。
- 4月1日
  - テレビジョン放送開始30周年 - 北海道放送
  - 開局25周年 - 名古屋テレビ放送
  - 開局15周年 - 北海道文化放送、テレビ神奈川、びわ湖放送
  - 開局5周年 - 熊本県民テレビ
- 5月29日 - NHK松山・北九州テレビジョン放送開始30周年。
- 6月1日 - NHK静岡放送局テレビジョン放送開始30周年。
- 9月1日 - 広島テレビ放送開局25周年。
- 10月1日
  - 開局25周年 - 仙台放送
  - 開局5周年 - 鹿児島放送
- 12月22日 - NHK岡山放送局テレビジョン放送開始30周年。
- 12月23日 - NHK金沢放送局テレビジョン放送開始30周年。

## 記念回
- 1月4日 - 『パネルクイズ アタック25』（朝日放送）600回
- 3月9日 - 『歌のトップテン』（日本テレビ）300回[注 20]
- 7月12日 - 『象印クイズ ヒントでピント』（テレビ朝日）400回[34]
- 8月1日 - 『クイズダービー』（TBS）600回
- 9月28日 - 『徹子の部屋』（テレビ朝日）3000回[24]
- 10月1日 - 『ザ・ベストテン』（TBS）500回
- 11月10日 - 『100万円クイズハンター』（テレビ朝日）1500回

## 視聴率
（※関東地区、ビデオリサーチ調べ）

### ドラマ
1. 大河ドラマ 独眼竜政宗・最終回（NHK総合、12月13日）47.8%
2. 連続テレビ小説 チョッちゃん（NHK総合、9月17日）46.7%
3. 連続テレビ小説 都の風（NHK総合、1月31日・2月28日）44.9%
4. 連続テレビ小説 はっさい先生（NHK総合、11月28日）42.0%
5. 男女7人秋物語・最終回（TBS、12月18日）36.6%
6. ママはアイドル!・最終回（TBS、6月16日）28.6%

### バラエティ・歌番組
1. 第38回NHK紅白歌合戦（NHK総合、12月31日）55.2%
2. 完全生中継 おめでとう郷ひろみ・二谷友里恵結婚披露宴（フジテレビ、6月2日）47.6%
3. 完全独占生中継・おめでとう!!渡辺徹・榊原郁恵結婚披露宴（日本テレビ、10月14日）40.1%
4. 加トちゃんケンちゃんごきげんテレビ（TBS、11月21日）36.0%
5. 火曜ワイドスペシャル 第3回爆笑!スターものまね王座決定戦（フジテレビ、10月20日）33.0%
6. クイズダービー（TBS、12月19日[注 21]）32.7%
7. なるほど!ザ・ワールド（フジテレビ、3月17日）31.8%
8. 男女7人夏物語評判編 生放送だよ!さんちゃん・しーちゃんのなんでもトーク（TBS、4月3日）31.1%
9. 連想ゲーム（NHK総合、3月11日）30.6%
10. FNS番組対抗!なるほど!ザ・秋の祭典スペシャル'87（フジテレビ、9月28日）30.0%
11. 第29回日本レコード大賞 (TBS、12月31日) 29.4%

### スポーツ
1. 第41回福岡国際マラソン（NHK総合、12月6日）41.0%
2. '87プロ野球日本シリーズ「西武×巨人」第1戦（TBS、10月25日）34.8%
3. 水曜ナイター「中日×巨人」（TBS、4月29日）34.7%
4. ナイター中継'87「広島×巨人」（フジテレビ、5月5日）33.7%
5. FNNニュース・あすの天気プロ野球「大洋×巨人」（フジテレビ、7月18日 20:54-21:00）33.1%[注 22]
6. 木曜ナイター「巨人×ヤクルト」（日本テレビ、10月8日）32.9%
7. プロ野球「広島×巨人」（NHK総合、8月29日 19:17-21:30）31.8%
8. '87プロ野球日本シリーズ「西武×巨人」第6戦（TBS、11月1日）30.9%
9. 1. '87国際女子駅伝アマダカップ（日本テレビ、2月22日）30.3%
  2. ナイター中継'87「ヤクルト×巨人」（フジテレビ、6月3日）30.3%
10. 火曜ナイター「巨人×広島」（日本テレビ、9月8日）30.2%

### ニュース・報道
1. ゆく年くる年（NHK総合、12月31日〜翌1月1日）40.4%
2. ニュース・天気予報（NHK総合、7月12日・11月29日・12月13日 いずれも20:45-21:00）34.8%
3. ニュース（NHK総合、2月28日 8:30-8:35）34.0%
4. NHKニュースワイド（NHK総合、6:45-8:15）31.3%

### アニメ
1. サザエさん（フジテレビ、2月8日）34.1%
2. タッチ・最終回（フジテレビ、3月22日）30.8%

## テレビドラマ

### NHK
- 大河ドラマ 独眼竜政宗（主演：渡辺謙 他）
- 連続テレビ小説
  - チョッちゃん（主演：古村比呂）
  - はっさい先生（主演：若村麻由美）
- 銀河テレビ小説
  - 金婚式（出演：京マチ子、松村達雄 他）
  - かなかなむしは天の蟲（出演：三浦浩一、宮崎美子 他）
  - おんなの時代（出演：浅茅陽子、柴俊夫 他）
  - まんが道 青春編（主演：竹本孝之、長江健次）
  - おとんぼ（主演：ミヤコ蝶々）
  - 名古屋ラブソング（出演：山田昌、高橋悦史 他）
- イキのいい奴（出演：小林薫、金山一彦 他）
- 魚河岸ものがたり（出演：小林薫、池内淳子 他）
- 海外ドラマダイナスティ

### 日本テレビ系
- 朝の連続ドラマ（よみうりテレビ制作）
  - 見上げればいつも青空（主演：甲斐智枝美）
  - おさと（主演：沖直美（後の沖直未））
- 銭形平次（主演：風間杜夫）
- オレの息子は元気印（出演：奥田瑛二、河合その子 他）
- ジャングル（主演：鹿賀丈史）
- 敵同志好き同志（出演：田村正和、志穂美悦子）
- 主婦代行いたします（主演：市毛良枝）
- Wパパにオマケの子!?（出演：中村雅俊、片岡鶴太郎 他）
- こんな学園みたことない!（よみうりテレビ制作）（主演：奥田圭子）
- 恋はハイホー!（主演：菊池桃子）
- あきれた刑事（出演：時任三郎、永島敏行、小林稔侍 他）
- 超音速攻撃ヘリ エアーウルフ

主なスペシャルドラマ
- 爆笑サスペンスドラマ 横山やすし殺人事件 - 7月15日[注 23]
- 24時間テレビスペシャルドラマ 車椅子の花嫁（主演：国生さゆり） - 8月22日
- 年末時代劇スペシャル『田原坂』（主演：里見浩太朗）- 12月30・31日

廃枠
- 3月：土曜グランド劇場 - 後述の『ワールドクイズ ザ・びっくり地球人!』を放送するため。1年間の中断を経て、1988年4月改編で再開（1995年から『土曜ドラマ』に改称、2017年4月より22時枠に移動して継続）。

### TBS系
- ナショナル劇場
  - 江戸を斬るVII（出演：里見浩太朗、森繁久彌 他）
  - 水戸黄門・第17部（出演：西村晃、里見浩太朗、伊吹吾朗 他）
- 火曜8時
  - 毎度おさわがせします3（出演：立花理佐、勝野洋 他）
  - ママはアイドル!（主演：中山美穂）
  - ぼくの姉キはパイロット!（出演：浅野温子、男闘呼組 他）※最終作品
- 火曜9時
  - 恋に恋して恋きぶん（出演：MIE（後の未唯mie）、布施明、西城秀樹 他）
- 金曜9時
  - パパはニュースキャスター（主演：田村正和）
  - 親子ジグザグ（出演：長渕剛、安田成美、伊崎充則 他）
  - スタンドバイミー 〜気まぐれ白書〜（出演：志穂美悦子、小川範子 他）
  - 男女7人秋物語（出演：明石家さんま、大竹しのぶ 他）
- 金曜ドラマ
  - 男たちによろしく（出演：田村正和 他）
  - モナリザたちの冒険（出演：大竹しのぶ 他）※最終作品
- 月曜9時
  - おんなは一生懸命（脚本：橋田壽賀子）※第1回作品
- 水曜ドラマ
  - あなたもスターになりますか ※第1回作品
- 土曜10時
  - 赤ちゃんに乾杯!（出演：荻野目洋子、富田靖子、伊藤かずえ 他）※第1回作品
- 花王 愛の劇場
  - ああ家族（主演：赤木春恵）
- ヨーシいくぞ!（出演：吉幾三 他）
- オヨビでない奴!（主演：高橋良明）
- ダウンタウン物語（主演：ダウンタウン。毎日放送）※関西ローカル

主なスペシャルドラマ
- 太閤記 - 1月1日
- おやじのヒゲ2（出演：森繁久彌、竹脇無我 他）- 4月29日[注 24]
- ママはアイドル!スペシャル(主演：中山美穂）- 9月28日
- 松田聖子のスイートメモリーズ（主演：松田聖子） - 9月30日
- パパはニュースキャスタースペシャル 摩天楼はバラ色に（主演：田村正和） - 10月2日
- 3年B組金八先生スペシャル6（主演：武田鉄矢）- 12月25日

その他の話題
- 9月 - 10月、平日22時台のニュース枠新設に伴い、ドラマ枠の再編が多かった。
  - 金曜ドラマが、7月期放送の『モナリザたちの冒険』を最後に終了し、代替として水曜9時枠に「水曜ドラマ」を新設。金曜ドラマは2年後の1989年10月に再開され、現在も継続。
  - 火曜日の8時・9時の2枠も、映画枠移動（月曜ロードショー→ザ・ロードショー）に伴い廃止。8時枠は2年後の1989年10月に復活（さらに3年後の1992年10月、8時枠をスライドする形で9時枠が復活）。
  - 水曜ドラマスペシャルも9月で終了。これにより2時間ドラマ枠が中断するが、半年後の1988年4月に土曜22時枠で『土曜ドラマスペシャル』として復活。その後1989年10月に月曜21時に移行し月曜ドラマスペシャルへ改題し、土曜22時枠はドラマチック22に衣替えして継続（1991年3月に終了）。
  - 月曜9時に1時間ドラマ枠を新設。フジテレビの月9（後述）にぶつける形で、これが「月9戦争」と呼ばれるまでになる。なお前述の2時間ドラマ枠移動により1989年7月期の『ママハハ・ブギ』を最後に廃枠となった。
  - 土曜10時にも1時間ドラマ枠を新設（『赤ちゃんに乾杯!』と、1988年1月期の『親子ウォーズ』のわずか2作品で廃枠）。
  - また、月〜木曜の23時台前半に深夜ドラマ枠『ドラマ23』枠を新設（ - 1989年9月）。

### フジテレビ系
- 月9
  - アナウンサーぷっつん物語（主演：岸本加世子、神田正輝）※第1回作品
  - 男が泣かない夜はない（主演：三田村邦彦、かとうかずこ（後のかとうかず子））
  - ラジオびんびん物語（主演：田原俊彦、野村宏伸）
  - ギョーカイ君が行く!（主演：とんねるず）
  - 荒野のテレビマン（主演：東山紀之）
- 水曜8時
  - アリエスの乙女たち（主演：南野陽子）
  - プロゴルファー祈子（主演：安永亜衣）
- 木曜8時
  - あまえないでヨ!（主演：斉藤由貴）
  - キスより簡単（主演：国生さゆり）
  - 同級生は13歳（主演：後藤久美子）
  - おヒマなら来てよネ!（主演：中山美穂）
- 木曜劇場
  - 間違いだらけの女磨き（出演：市毛良枝、中井貴恵 他）
  - クセになりそな女たち（出演：小川知子 他）
  - 熱くなるまで待って!（出演：田村正和、石原真理子（後の石原真理） 他）
  - 女も男もなぜ懲りない（出演：中井貴一、国生さゆり 他）
- 月曜7時半
  - オレの妹急上昇（出演：布川敏和、坂上香織 他）※第1回作品
- 少女コマンドーいづみ（主演：五十嵐いづみ）
- 阪急ドラマシリーズ（関西テレビ）
  - はずめ!イエローボール
  - 赤いバッシュ!

主なスペシャルドラマ
- 北の国から'87初恋（出演：田中邦衛 他） - 3月27日
- 夏休み妖怪スペシャル オバの魔法使い（出演：小堺一機、塩沢とき 他） - 8月10日[注 25]
- オレゴンから愛'87（出演：古谷一行、木の実ナナ 他）- 8月28日[注 26]
- あまえないでョ!スペシャル - 9月30日
- 心はロンリー気持ちは「…」VI（主演：明石家さんま）- 10月2日[注 27]
- 立体生ドラマ5時間 1987年の大晦日 - 12月31日[36][37]

その他の話題
- 4月、月曜21時にドラマ枠（通称：月9）新設（2021年現在も継続）。月9最初の作品は『アナウンサーぷっつん物語』。なお、当時の月9は業界を題材にしたドラマが多くを占めていた（いわゆる業界ドラマシリーズである）。
- 9月、月曜ドラマランド終了、4年半の歴史に幕。代わって月曜7時半に連続ドラマ枠を設置。
- 10月、金曜2時間枠（金曜女のドラマスペシャル）が『ザ・ドラマチックナイト』と改題しリニューアル（翌年に『男と女のミステリー』へ改題）。

### テレビ朝日系
- 土曜時代劇
  - 若大将天下ご免!（主演：橋爪淳）
- 木曜時代劇
  - 三匹が斬る!（出演：高橋英樹、役所広司、春風亭小朝 他）
- 水曜21時
  - 大都会25時（出演：小野寺昭、山下真司 他）※第1回作品
  - ベイシティ刑事（主演：藤竜也）
- 金曜21時（朝日放送制作）
  - ザ・ハングマンVI（出演：名高達郎（後の名高達男） 他）
  - ハングマンGOGO（出演：渡辺徹 他）※ザ・ハングマンシリーズ最終作品
- 金曜22時（朝日放送制作）
  - 必殺仕事人V・風雲竜虎編（出演：藤田まこと、村上弘明、三浦友和、かとうかずこ 他）
  - 必殺剣劇人（主演：近藤正臣）
  - 六本木ダンディーおみやさん（主演：緒形拳）

主なスペシャルドラマ
- 夏休みおたのしみ大会 ナイトライダースペシャル - 8月10日[38]
- 新選組（出演：松方弘樹、竹脇無我、東山紀之 他）- 10月1日
- 女は遊べ物語 戦国・亭主操縦法（名古屋テレビ開局25周年記念番組。出演：西田敏行、坂口良子 他） - 10月15日

その他の話題
- 4月 - 『特捜最前線』終了に伴い、『ドラマ21』新設（2025年現在の木曜ドラマ枠）。

### テレビ東京系
- マイアミ・バイス - 海外ドラマ ※1986年開始
- 12時間ワイド時代劇 風雲江戸城
- ドラマ女の手記
- パパこげてるョ!（主演：佐藤B作）
- あぶない少年（主演：光GENJI）

## 報道・情報番組

### 終了番組（報道・情報番組）
- お昼のワイドショー（日本テレビ）
- ネットワークJNN（TBS）
- FNNニュースレポート11:30（フジテレビ）
- FNNニュースレポート23:00（フジテレビ）
- ANNニュースレーダー（テレビ朝日）
- ANNニュースファイナル（テレビ朝日）

### 開始番組（報道・情報番組）
- 午後は○○おもいッきりテレビ（日本テレビ）[21]
- 関口宏のサンデーモーニング（TBS）[21]
- JNNニュース22プライムタイム（TBS）[21]
- FNNスピーク（フジテレビ）
- FNNニュース工場（フジテレビ）
- FNNデイトライン（フジテレビ）
- TVハッカー（フジテレビ）
- （七人の）HOTめだま（フジテレビ）[21]
- たかじん・円の興奮宣言!!（関西テレビ）
- 土曜大好き!830（関西テレビ）
- 朝まで生テレビ!（テレビ朝日）[21]
- 発汗!シェイプUP（テレビ朝日）
- 新・アフタヌーンショー（テレビ朝日）
- 布施明のグッDAY（テレビ朝日）
- ニュースシャトル（テレビ朝日）[21]
- Eat9（テレビ朝日）
- ナイトライン（テレビ朝日）
- 素敵にドキュメント（朝日放送）[21]
- ニュースウェーブABC(朝日放送)[21]
- 特集・なんでも追跡（テレビ東京）
- 生テレビ!東京探検（テレビ東京）
- ニュースを見に行く!（テレビ東京）[21]
- TODAYおおいた(大分放送)[21]

## バラエティ番組
- 土曜倶楽部（NHK教育）
- コサキン勝手にごっこ（日本テレビ）
- みんな変わりモノ!?（日本テレビ）
- ニッポン快汗マップ ガムシャラ十勇士!!（日本テレビ）
- 巨泉のこんなモノいらない!?（日本テレビ）[21]
- ちびっこスター誕生!（日本テレビ）- 子供向け番組。
- パパ大好き!（TBS）
- やったぜ!加トちゃん（TBS）- 子供向け番組。
- 志村けんのだいじょうぶだぁ（フジテレビ）
- コドモのおもちゃ→田代君のコドモのおもちゃ（フジテレビ）- 子供向け番組。
- テレビBE組（テレビ朝日）
- 世界どっきりウォッチ（テレビ朝日）
- パオパオチャンネル（テレビ朝日）- 子供向け番組。
- 三枝・やすしの花マル家族（テレビ東京）
- テレビ見たとこ勝負!（毎日放送）
- やる気マンマン日曜日（毎日放送）
- 4時ですよーだ（毎日放送）
- ねるとん紅鯨団（関西テレビ）
- 素敵!KEI-SHU5（関西テレビ）

## クイズ番組
- ワールドクイズ ザ・びっくり地球人! (日本テレビ)
- わいわいスポーツ塾（TBS）
- クイズ!メモリアン（テレビ朝日）
- 新伍のわがまま大好き（朝日放送）
- よろしく!すねかじり ゲーム&クイズ（テレビ東京）
- クイズところ変れば!?（テレビ東京）

## 音楽番組
- 人気スターチーム対抗歌合戦（日本テレビ）
- ベストカップル歌合戦（日本テレビ）
- オールスタープロ野球12球団対抗歌合戦（フジテレビ）[注 28]
- サブロー・シローの歌え!ヤング大放送（毎日放送）
- 歌え!アイドルどーむ（テレビ東京）
- 今あの歌・ヒット曲（テレビ東京）

## トーク番組
- オシャレ30・30（日本テレビ）
- 斉藤さんちのお客さま（フジテレビ）
- ライオンのわがまま夢中船→チェックTV ライオンのDo You 土曜?（テレビ東京）
- ライオンのおしゃべりな夜（テレビ東京）
- 武田鉄矢の泣いて笑って武者修行（テレビ東京）
- スターご勝手対談（関西テレビ）
- 鶴瓶上岡パペポTV（読売テレビ）

## 教養・ドキュメンタリー番組
- ピコピコポン（NHK教育）
- さわやか3組（NHK教育）
- くらし発見（NHK教育）
- みんなでアタック（NHK教育）
- みんな地球人（NHK教育）
- ナゾの海底探検（日本テレビ）
- 日曜特集・新世界紀行（TBS）
- 人間!ホットアイ（テレビ朝日）
- ハロー!人間グラフィティ（毎日放送）
- 動物ふしぎ世界（テレビ東京）

## 紀行・旅番組
- 北海道中ひざくりげ（NHK北海道ネットワーク）
- いい旅・日本（TBS）
- 終着駅ロマン紀行（テレビ朝日）
- 世界の車窓から（テレビ朝日）
- テーマはおんな・旅情編（朝日放送）※改題・リニューアル

## テレビアニメ
- ディズニー短編アニメーション(日本テレビ)
- 世界名作劇場 愛の若草物語（フジテレビ）
- 新メイプルタウン物語 パームタウン編（朝日放送）[注 29]
- 機甲戦記ドラグナー（名古屋テレビ）
- 北斗の拳2（フジテレビ）
- 陽あたり良好!（フジテレビ）
- 藤子不二雄劇場（テレビ朝日）
  - ウルトラB - のちに藤子不二雄ワールドへ移籍
- きまぐれオレンジ☆ロード（日本テレビ）
- シティーハンター（読売テレビ）
- エスパー魔美（テレビ朝日）- 藤子不二雄ワイド枠（枠終了後独立）
- げらげらブース物語（テレビ東京）
- 赤い光弾ジリオン（日本テレビ）
- マシンロボ ぶっちぎりバトルハッカーズ（テレビ東京）
- トランスフォーマー ザ☆ヘッドマスターズ（日本テレビ）
- レモンエンジェル（フジテレビ）※深夜アニメ
- のらくろクン（フジテレビ）
- ミスター味っ子（テレビ東京）
- アニメ三銃士（NHK総合）
- アニメ80日間世界一周（テレビ朝日）
- おらあグズラだど（第2作）（テレビ東京）
- マンガ日本経済入門（テレビ東京）
- 仮面の忍者 赤影（アニメ版）（日本テレビ）
- ついでにとんちんかん（フジテレビ）
- レディレディ!!（TBS）
- グリム名作劇場（朝日放送）
- ことわざハウス（フジテレビ）

主なスペシャルアニメ
- 11月3日 - 藤子不二雄のキテレツ大百科（フジテレビ）※翌年よりレギュラー版開始。
- 12月31日 - 大晦日だよ!オールスター大集合!!（テレビ朝日）

アニメ関連の話題
- テレビ東京のアニメ再放送枠『マンガのくに』（第2期・関東ローカル）で、赤塚不二夫原作のアニメ『天才バカボン』と『元祖天才バカボン』を再放送。当時間帯は元より、テレビ東京で最高の視聴率を獲得し、赤塚不二夫ブームが再燃する。
- 9月29日 - 藤子不二雄ワイド（テレビ朝日）廃枠（『パオパオチャンネル』および『ニュースシャトル』設置に伴う）、これにより藤子アニメ枠が再編。10月より月曜18時50分枠に『藤子不二雄ワールド』を新設、『プロゴルファー猿』が「〜ワールド」へ移籍、同じく日曜朝の藤子不二雄劇場から『ウルトラB』が移行し、2本立て番組となる。また「〜ワイド」末期に開始した『エスパー魔美』は独立し、火曜18時50分枠へ移行。

## 特撮番組
- おもいっきり探偵団 覇悪怒組（フジテレビ）
  - 出演：渡辺博貴、上野めぐみ、石井孝明、雨笠利幸、中島義実、秋野太作 他
- 光戦隊マスクマン（テレビ朝日）
  - 出演：海津亮介、草刈滉一、広田一成、永田由紀、前田賀奈子、谷隼人、浅見美那、加藤精三 他
- 超人機メタルダー（テレビ朝日）
  - 出演：妹尾洸、青田浩子、河合宏、藤堂新二、飯田道郎、林家源平、渡部猛 他
- 仮面ライダーBLACK（毎日放送）- 第3期仮面ライダーシリーズ開始。
  - 出演：倉田てつを、堀内幸人 他

特別番組
- 泉麻人のウルトラ倶楽部（TBS）
  - 解説者：泉麻人
  - 出演：佐原健二、西条康彦、桜井浩子、森次浩司、中山昭二、菱見百合子 ほか
  - 7月28日から9月3日まで平日深夜に『ウルトラQ』と『ウルトラセブン』を2本まとめて放送。

枠移動
- 10月 - 『超人機メタルダー』が月曜19時→日曜9時30分枠へ移動（『藤子不二雄ワールド』および『ニュースシャトル』設置に伴う）。以後メタルヒーローシリーズは日曜朝の定番となり、1989年4月より日曜8時枠に移動し、1998年の『テツワン探偵ロボタック』まで続く。

## 映画番組
- ザ・ロードショー（TBS）[注 30]
- ミッドナイトアートシアター（フジテレビ）

## 単発特別番組枠
- 水曜バラエティ（日本テレビ）

## 特別番組
主な話題
- この年も、芸能人の結婚披露宴中継特番が多数、高視聴率を記録。特に6月の郷ひろみ・二谷友里恵（フジテレビ系）と10月の渡辺徹・榊原郁恵（日本テレビ系）はそれぞれ平均40%台を記録した。
- 毎年夏の風物詩として2024年現在も続く『FNSの日』（後の『FNS27時間テレビ』）が始まったのもこの年である。

### 単発特番
- 3月31日
  - 国鉄新会社スタート（NHK総合）
  - 今夜発 未来ゆき夢トレイン さよなら大放送 おもしろ国鉄スペシャル（日本テレビ）[14][15][13]
  - 列島全中継・国鉄最後の夜（TBS）[13]
  - FNN報道特番・消える国鉄（フジテレビ）[13]
- 4月1日 - FNN報道特番・今旅立ちJR（3月31日深夜、フジテレビ）[13]
- 4月3日 - 男女7人夏物語評判編 生放送だよ!さんちゃん・しーちゃんのなんでもトーク（TBS）[20]
- 6月2日 - 完全生中継 おめでとう郷ひろみ・二谷友里恵結婚披露宴（フジテレビ）
- 7月18日〜19日 - FNSスーパースペシャル1億人のテレビ夢列島（フジテレビ / FNS25局）※第1回FNSの日
- 8月3日 - カリブソン'87（テレビ朝日）
- 8月27日 - 志村けんスペシャル!（日本テレビ）[注 31]
- 10月14日 - 完全独占生中継 おめでとう!!渡辺徹・榊原郁恵結婚披露宴（日本テレビ）

### 2回以上放送のシリーズ番組
- 1月1日
  - 輝け!!人気スターチーム対抗大合戦!（日本テレビ）
  - 第24回新春スターかくし芸大会（フジテレビ）
- 1月3日
  - '87おめでとう! 番組対抗スターお年玉大会（日本テレビ）※最終回
  - 第16回オールスター大運動会（TBS）※最終回
- 2月24日、3月24日、4月21日、5月26日、7月7日、28日(夏休みプレゼント傑作集)、8月25日、9月22日、10月27日、11月17日、12月8日、29日(年末特別総集編） - ドリフ大爆笑'87（フジテレビ）[注 28]
- 3月20日、9月18日 - ぼくら冒険王（フジテレビ）[注 33]
- 3月25日 - 輝け!'87オールスター春の番組対抗ボウリング選手権!!（テレビ朝日）※最終回
- 3月30日（春）・9月28日（秋） - FNS番組対抗!なるほど!ザ・春秋の祭典スペシャル（フジテレビ）
- 7月14日 - オールスター紅白大運動会 栄光の青春・激斗編（フジテレビ）[注 28]
- 8月22日〜23日 - 24時間テレビ10「愛は地球を救う」（日本テレビ / NNN・NNS31局）
- 11月 - 史上最大!第11回アメリカ横断ウルトラクイズ（日本テレビ）[注 32]
- 12月22日 - ドリフのクリスマスプレゼント（フジテレビ）[注 28]
- 12月31日
  - 第38回NHK紅白歌合戦（NHK総合）
  - 第27回輝く!日本レコード大賞（TBS）
  - 恒例大晦日スペシャル!!元祖マラソン野球生中継（テレビ朝日）[37][注 34]
  - '87熱狂のコンサート・ライブ決定版!（テレビ東京）[37]
- 12月31日 - 1988年1月1日
  - ゆく年くる年（NHK総合）
  - ゆく年くる年（民放各局）

### レギュラー番組のスペシャル版
- 2月16日〜3月23日 - 欽ドン!スペシャル（フジテレビ）※最終シリーズ
- 12月28日 - 年忘れ笑っていいとも!特大号（フジテレビ）
- 12月30日 - 夜のヒットスタジオ スーパー・デラックス（フジテレビ）
- 12月31日 - 大みそかだよ!ドラえもん（テレビ朝日）

## この年の主なキャンペーン
- 「わたしの好奇心 4チャンネル」（日本テレビ、春）
- 「ハイホー! 4チャンネル」（日本テレビ、秋）
- 「こころ、満開! 6チャンネル」（TBS、春）
- 「もっと素敵に。TBS」（TBS、秋）
- 「夢先案内人。春の8チャンネル」（フジテレビ、春）
- 「スーパーTV宣言」（フジテレビ、秋）